# Царське Село (Київ)
«Ца́рське Село́» — усталена фольклорна назва житлового комплексу в Києві на Печерську, що зводиться з 1983 року по бульвару Лесі Українки та вулиці Старонаводницькій.

## Історія
Комплекс «Царське Село» був задуманий як житловий мікрорайон на місці колишньої малоповерхової забудови так званої Наводницької балки. Проєкт мікрорайону, розроблений архітектором Я. Вігом та ін., передбачив розміщення вздовж бульвару Лесі Українки та Старонаводницької вулиці низки однотипних 19-поверхових житлових будинків-башт (бульв. Лесі Українки, № 21, 21-а, 21-б, вул. Старонаводницька, № 4, 4-а, 4-б, 6, 6-а, 8, 8-а, 8-б). Привабливість цих споруд полягала у комфортабельному на ті часи плануванні приміщень, а також мальовничому ландшафті з видами на Печерську лавру і Дніпро. Внутрішній простір комплексу зі збереженим природним рельєфом був резервований для розміщення дитячого садка, спортивних майданчиків і споруд, прогулянкових алей у кількох рівнях, сполучених між собою сходами.
Квартири в новому мікрорайоні призначалися насамперед для розподілу серед партійної та державної номенклатури. Через цей елітарний, привілейований характер житла мешканці Києва надали комплексу іронічну назву «Царське Село».
Будівництво розпочалося у 1983 році й супроводжувалося складною інженерною підготовкою території. Воно тривало під час перебудови й гласності, коли лунали заклики надати частину квартир у «Царському Селі» воїнам-«афганцям» і багатодітним родинам. Проте ці пропозиції переважно залишилися на рівні популістських гасел.

## Сучасний стан

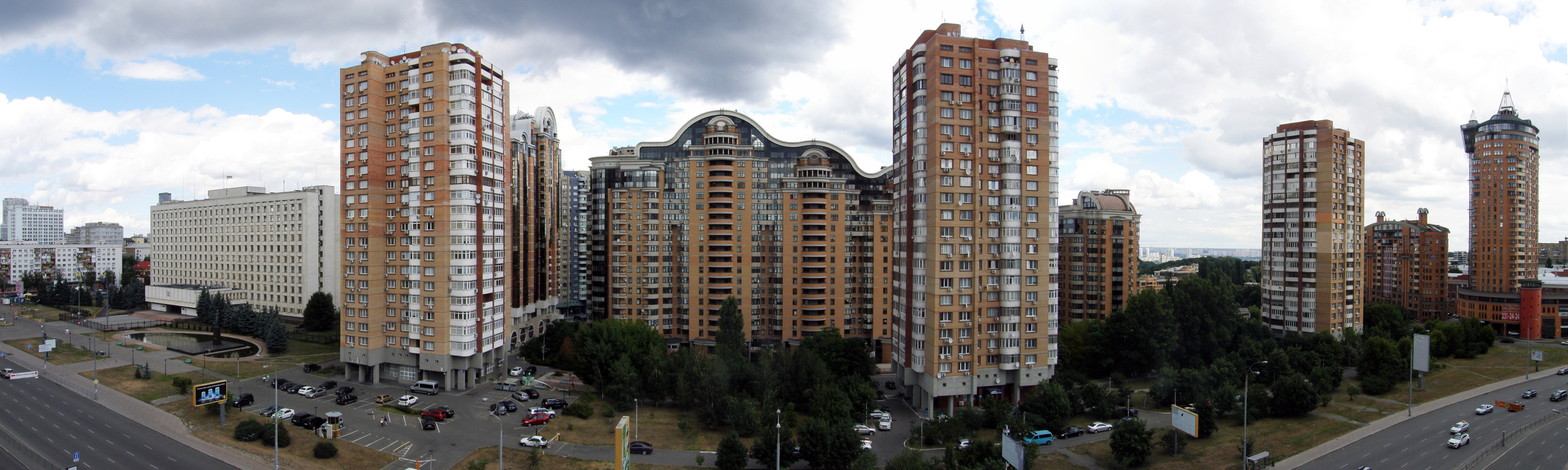
З бульвару Лесі Українки. По центру будинок-«хвиля».

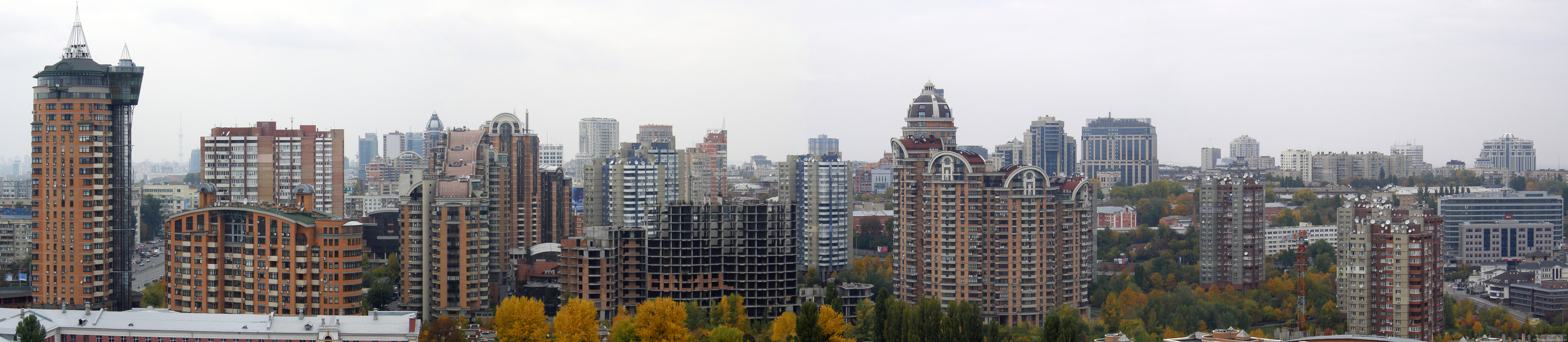
багатоповерхова частина Царського села

За пострадянської доби нерухомість у «Царському Селі» набула значної комерційної привабливості. Це спричинило до намагання розмістити на терені мікрорайону дедалі більше нових житлових споруд підвищеної комфортності. Незабудовані місця, призначені для відпочинку та спорту, почали перетворюватися на будівельні майданчики. Від початку 2000-х років триває новий етап освоєння територій «Царського Села» (у цей час фольклорна назва перевтілилася у офіційний бренд житлово-офісного комплексу «Царський», цілком серйозно трактований у розумінні надзвичайної престижності).
Найбільш помітною спорудою цього етапу став житловий будинок по вул. Старонаводницькій, 13, розгорнутий фронтом до бульвару Лесі Українки (13–20 поверхів, 125 квартир). Він був зведений за проєктом ТАМ «Я. Віг» у 2000—2001 роках. Його відрізняє ефектна хвиляста лінія даху (через що він відомий серед киян як «будинок-„хвиля“»), використання необарокових деталей. Подібні архітектурні рішення використано й для інших споруд, збудованих останнім часом у мікрорайоні. Внаслідок цих процесів рекреаційна зона комплексу невпинно скорочується й занепадає; будівлі взаємно перекривають ландшафти з вікон; силует забудови стає загромодженим і хаотичним.
У міру освоєння нових ділянок забудова «Царського Села» продовжує ущільнюватися.